# اتال (میکرونزی)
اِتال یک آب‌سنگ حلقوی و منطقه شهرداری در جزایر کارولین، در بخش مورتلوکس در ایالت چوک، کشور ایالات فدرال میکرونزی است.